# Боромля (станція)
Борóмля — вузлова проміжна залізнична станція 4-го класу Сумської дирекції Південної залізниці на перетині трьох неелектрифікованих ліній Баси — Боромля, Боромля — Кириківка та Боромля — Лебединська між станціями Скрягівка (13 км) та Імені Василя Несвіта (11 км). Розташована в селі Новгородське Охтирського району Сумської області.

## Історія
Станція відкрита 1878 року в складі Харківсько-Миколаївської залізниці. Того ж року станція прийняла перший поїзд — це був невеликий поїзд з вугіллям, яке постачалося для топки єдиного в окрузі вальцьового млина. У наступні роки рух став набагато активнішим, а станція в середньому за рік відправляла понад 1️ млн пудів вантажів, переважно зернові, а приймала вантажів удвічі менше. У 1895 році побудована залізнична лінія до станції Лебединська, завдяки чому станція стала вузловою. Назву станція, як і село (за 8 км від станції), отримала від річки Боромля (від слів «бір» та «імла»), оскільки навкруги річки розташувалися густі ліси (бори), а в долині часто стояла імла. Про станцію згадував у листах письменник Антон Чехов, який порівнював Боромлю з маленькими й тихими селищами при поїздці через Урал, де преважно розташовані промислові міста.
Впродовж бурхливого XX століття станція була зруйнована. Жодної історичної будівлі на станції не збереглося, окрім казарми для залізничників. Особливо сильно станцію зачепила Друга світова війна. Тоді вона була захоплена німецькими військами, а 10 серпня 1943 року звільнена в ході битви на Курській дузі. Про ці події нагадує братська могила, яка знаходиться біля станції, де поховано 66 воїнів, які захищали рідну землю.
У 1970-х роках побудований сучасний залізничний вокзал за типовим проєктом. Він позбавлений будь-якого декору — типовий приклад функціоналізму. У 2008 році станцію реконструйовано, вокзал набув свого сучасного зовнішнього вигляду.
Унікальність станції в тому, що вона розташована на кордоні не лише двох населених пунктів, а й двох районів Сумської області — Новгородське Охтирського району та Залізничне Сумського району.

## Пасажирське сполучення
У 2000-х роках на станції зупинялись такі поїзди:
- № 56/55 Суми — Сімферополь
- № 384/383 Мінськ — Маріуполь
- № 112/111 «Слобожанщина» Харків — Львів
- № 117/118 Харків — Суми — Москва-Київська
- Харків — Брянськ
- Харків — Житомир

На станції Боромля зупиняються:
- приміські поїзди до станцій Віринський Завод, Ворожба, Кириківка, Лебединська, Люботин, Охтирка, Суми, Тростянець-Смородине;
- нічний швидкий поїзд № 113/114 Харків — Львів (з 7 вересня 2023 року поїзду призначена тарифна зупинка по станції);
- прискорений поїзд № 7009/7010 Харків — Ворожба (з 14 квітня 2022 року).

До 2022 року на станції зупинялися транзитні поїзди:
- № 45/46 Лисичанськ / Харків — Ужгород;
- № 805/806 «Слобожанський експрес» Харків — Конотоп.

## Галерея

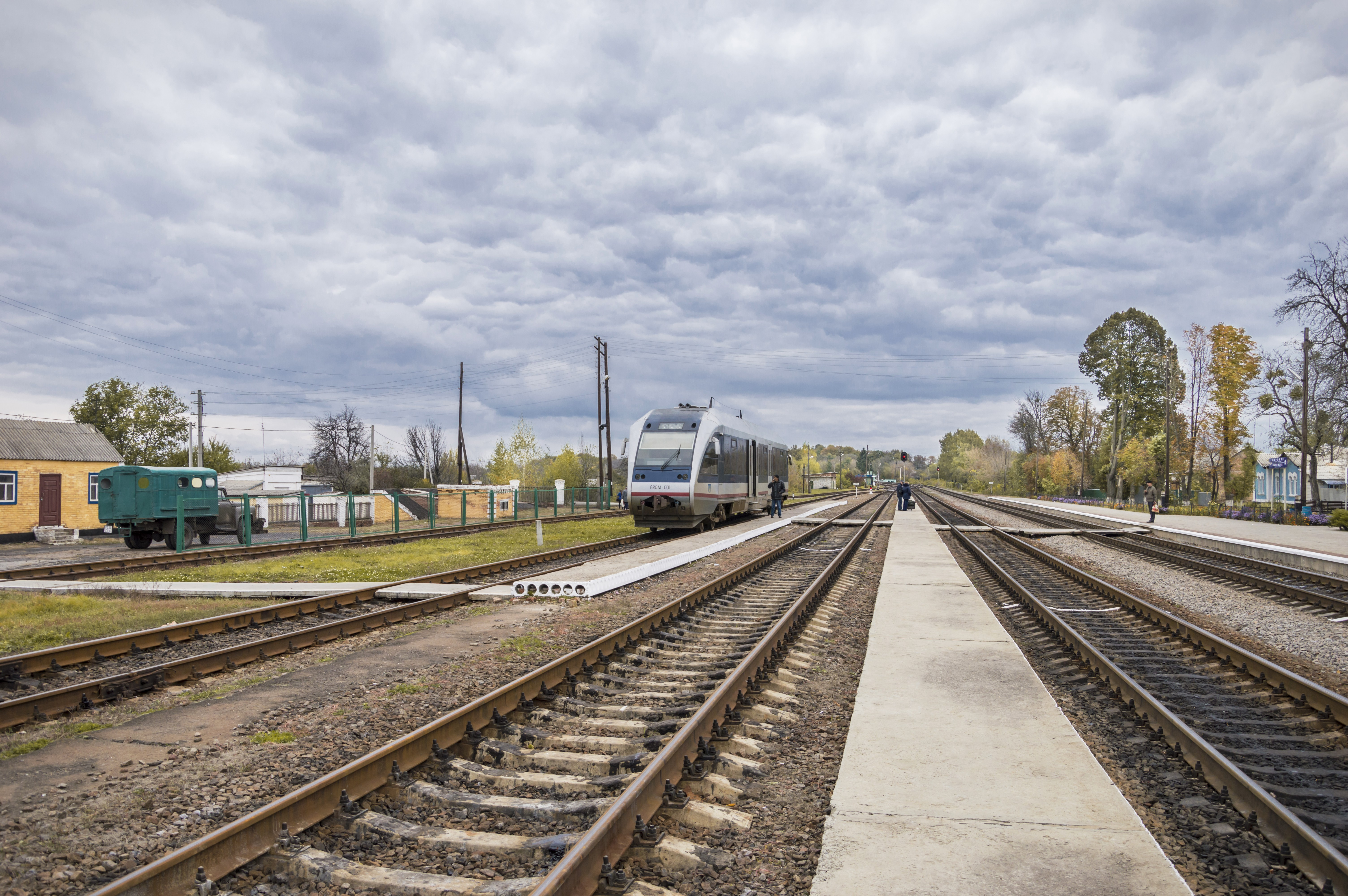
Рейковий автобус 620M-001
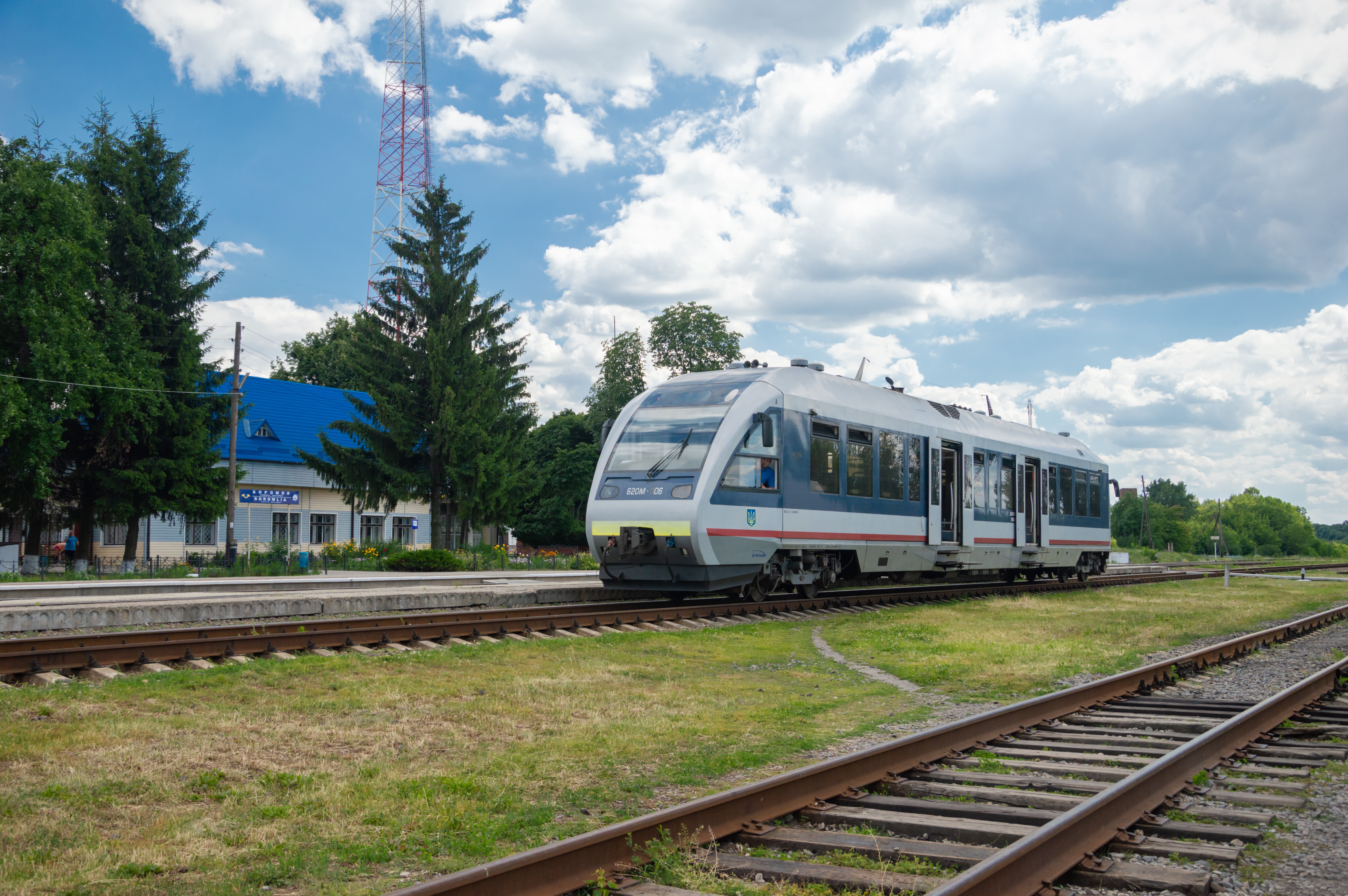
Рейковий автобус 620M-006
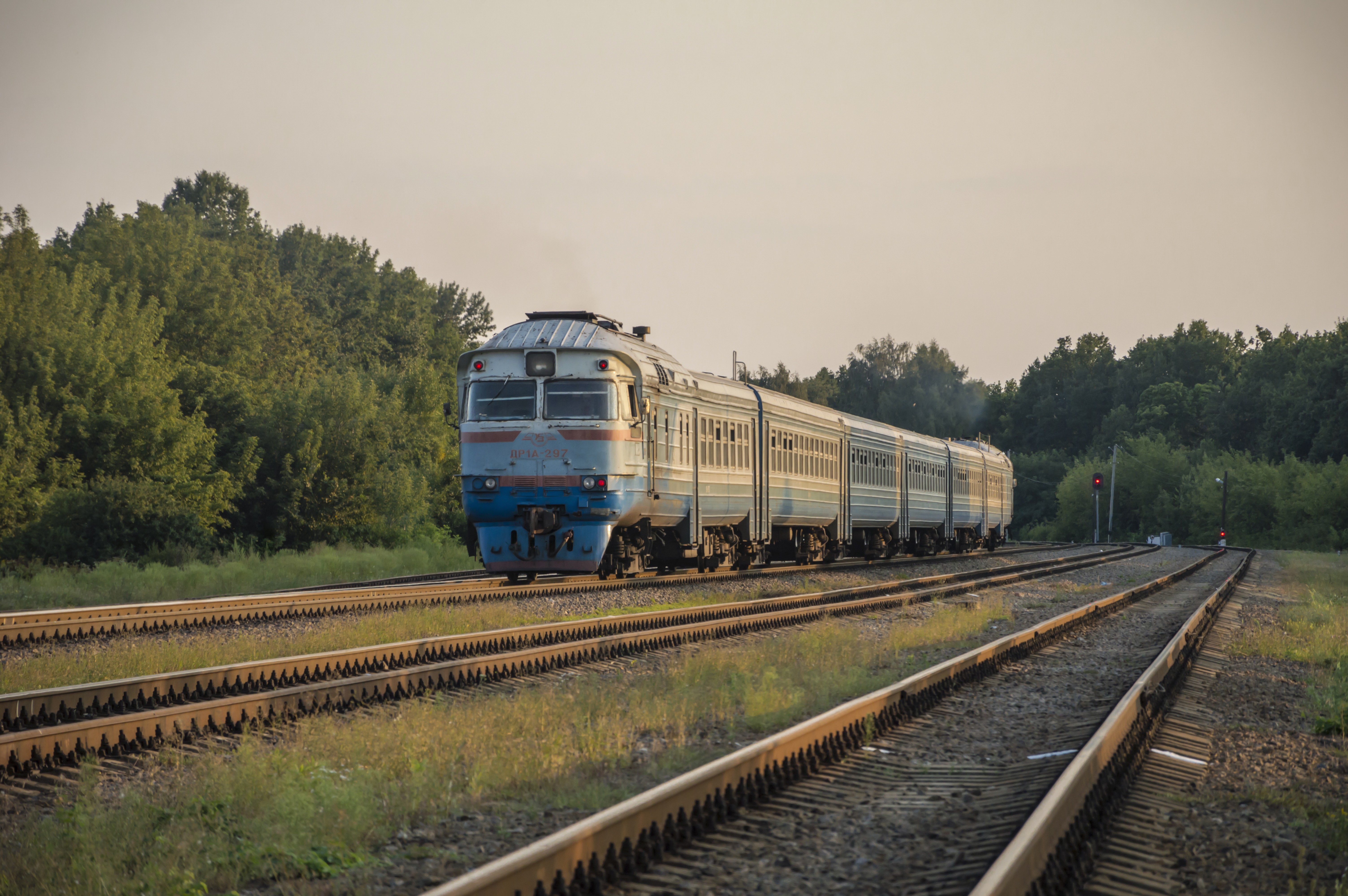
Дизель-поїзд ДР1А-297
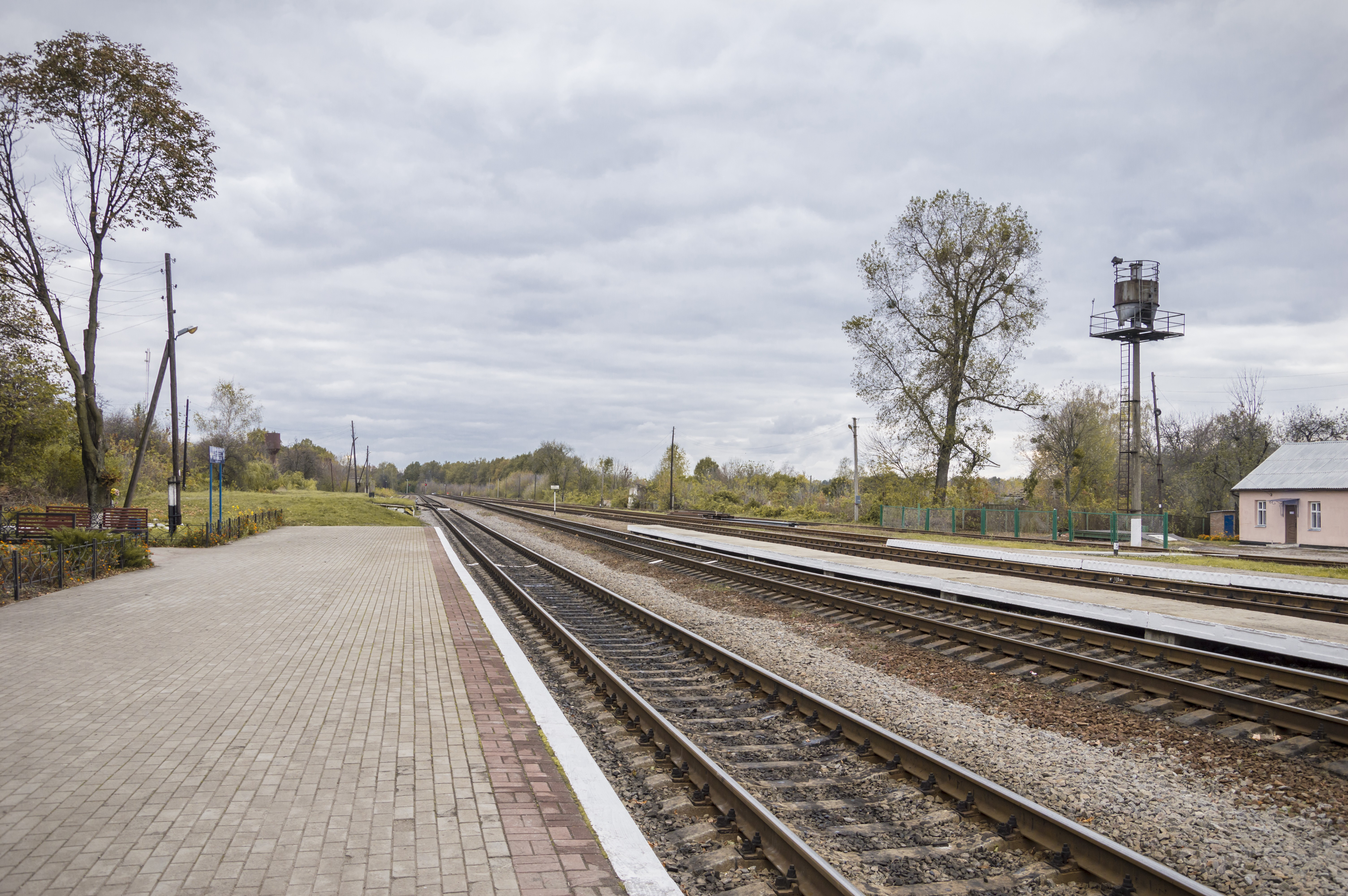
Краєвид у напрямку станції Скрягівка